# Richard Dutruel
Richard Dutruel (Thonon-les-Bains, 24 december 1972) is een voormalige Franse voetbalkeeper. Gedurende zijn carrière als keeper speelde hij voor Paris Saint-Germain, SM Caen, Celta de Vigo, FC Barcelona, Deportivo Alavés en RC Strasbourg. Ook kwam de Savoyaard eenmaal uit voor het Frans voetbalelftal.

## Biografie
De doelman debuteerde in het seizoen 1991/92 voor Paris Saint-Germain. Bij de club uit Parijs kwam Dutruel nauwelijks aan spelen toe en van 1993 tot 1995 werd hij daarom verhuurd aan Caen. In 1996 vertrok Dutruel naar Celta de Vigo. Zijn goede prestaties leverde hem in 2000 een transfer op naar FC Barcelona. Dutruel begon als eerste keeper, maar hij verloor uiteindelijk zijn basisplaats aan José Manuel Reina en later Roberto Bonano. In 2002 kreeg hij van Louis van Gaal te horen dat hij kon vertrekken. Dutruel tekende bij Deportivo Alavés. Sinds 2003 staat hij onder de lat bij RC Strasbourg.

## Erelijst
- Winnaar Franse beker: 1993 (Paris SG)
- Winnaar Trophée des Champions: 1995 (Paris SG)
- Winnaar Coupe de la Ligue: 2005 (RC Strasbourg)
- Winnaar Europacup II: 1996 (Paris SG)
- Winnaar Trofeu Joan Gamper: 2000, 2001 en 2002 (FC Barcelona)